# یواس‌اس واندانک (ای‌تی‌ای-۲۰۴)
یواس‌اس واندانک (ای‌تی‌ای-۲۰۴) (به انگلیسی: USS Wandank (ATA-204)) یک کشتی بود که طول آن ۱۴۳ فوت ۰ اینچ (۴۳٫۵۹ متر) بود. این کشتی در سال ۱۹۴۴ ساخته شد.